# Nagymaros vasútállomás
Nagymaros vasútállomás egy Pest vármegyei vasútállomás, Nagymaros településen, a MÁV üzemeltetésében. A város központjától délre helyezkedik el, a 12-es főút és a 12 128-as út között; mindkettő felől megközelíthető, de az utóbbi irányából jóval kényelmesebben.

## Vasútvonalak
Az állomást az alábbi vasútvonalak érintik:
- Budapest–Szob-vasútvonal

## Kapcsolódó állomások
A vasútállomáshoz az alábbi állomások vannak a legközelebb:
- Nagymaros-Visegrád megállóhely (Budapest–Szob-vasútvonal)
- Dömösi átkelés megállóhely (Budapest–Szob-vasútvonal)

## Forgalom
| Járat                  | Útvonal | Gyakoriság                                                                                 |
| ---------------------- | --- | ------------------------------------------------------------------------------------------ |
| S70                    | Budapest-Nyugati – Rákosrendező – Istvántelek – Rákospalota-Újpest – Dunakeszi alsó – Dunakeszi – Dunakeszi-Gyártelep – Alsógöd – Göd – Felsőgöd – Sződ-Sződliget – Vác-Alsóváros – Vác (– Verőce – Kismaros – Nagymaros-Visegrád – Nagymaros – Zebegény – Szob alsó – Szob) | Csúcson kívül óránként, hétvégén éjszaka Szob felé is óránként                             |
| G70                    | Budapest-Nyugati – Rákosrendező – Rákospalota-Újpest – Dunakeszi – Dunakeszi-Gyártelep – Felsőgöd – Vác-Alsóváros – Vác – Verőce – Kismaros – Nagymaros-Visegrád – Nagymaros – Zebegény – Szob alsó – Szob | Munkanapokon csúcsidőben óránként, szombaton reggel 3 Budapest felé és hétvégén napi 2 pár |
| Z70                    | Budapest-Nyugati – Vác – Verőce – Kismaros – Nagymaros-Visegrád – Nagymaros – Zebegény – Szob alsó – Szob | Óránként                                                                                   |
| Jégmadár expresszvonat | Szob – Szob alsó – Zebegény – Nagymaros – Nagymaros-Visegrád – Kismaros – Verőce – Vác – Vác-Alsóváros – Felsőgöd – Dunakeszi-Gyártelep – Rákospalota-Újpest – Kőbánya felső – Budapest-Kelenföld – Velence – Székesfehérvár – Balatonaliga – Szabadisóstó – Szabadifürdő – Siófok – Balatonszéplak felső – Balatonszéplak alsó – Zamárdi felső – Zamárdi – Szántód – Balatonföldvár – Balatonszemes – Balatonlelle – Balatonboglár – Fonyódliget – Fonyód | Nyáron napi 1 pár                                                                          |